# Processa elegantula
Processa elegantula is een garnalensoort uit de familie van de Processidae. De wetenschappelijke naam van de soort is voor het eerst geldig gepubliceerd in 1957 door Nouvel & Holthuis.